# Hr.Ms. Ardjoeno
Hr.Ms. Ardjoeno – holenderski torpedowiec z lat 80. XIX wieku, jedna z 10 jednostek typu Ardjoeno. Okręt został zwodowany w 1886 roku w brytyjskiej stoczni Yarrow Shipbuilders w Poplar, a w skład Koninklijke Marine wszedł w 1887 roku. Jednostka została skreślona z listy floty w 1911 roku.

## Projekt i budowa
Okręty typu Ardjoeno były pierwszymi holenderskimi jednostkami zaliczanymi do torpedowców I klasy . Dwie pierwsze jednostki powstały w Wielkiej Brytanii, a pozostałe osiem zbudowano w stoczniach krajowych .
Hr.Ms. „Ardjoeno” zbudowany został w stoczni Yarrow w Poplar . Wodowanie okrętu odbyło się w 1886 roku.

## Dane taktyczno-techniczne
Okręt był torpedowcem o długości całkowitej 38,35 metra, szerokości 3,97 metra i zanurzeniu 1,83 metra . Wyporność normalna wynosiła 82 tony . Jednostka napędzana była przez maszynę parową mocy 800 KM, do której parę dostarczał jeden kocioł lokomotywowy . Prędkość maksymalna napędzanego jedną śrubą okrętu wynosiła 21 węzłów. Okręt zabierał zapas 10 ton węgla, co zapewniało zasięg wynoszący 1400 Mm przy prędkości 10 węzłów . 
Na uzbrojenie artyleryjskie okrętu składały się dwa pojedyncze działa Hotchkiss kalibru 37 mm L/20 . Broń torpedową stanowiły dwie pojedyncze wyrzutnie kal. 450 mm .
Załoga okrętu składała się z 16 oficerów, podoficerów i marynarzy .

## Służba
„Ardjoeno” został przyjęty w skład Koninklijke Marine w 1887 roku . Jednostkę wycofano ze składu floty w 1911 roku .